# Network Information Service
Network Information Service o NIS (originariamente chiamato Yellow Pages o YP) è un protocollo per servizi directory client-server per la distribuzione dei dati di configurazione di sistema, come utenti e nomi host, tra computer su una rete.